# Rheumaptera confusa
Rheumaptera confusa là một loài bướm đêm trong họ Geometridae.